# Мозолево-2
Мозолево-2 (рос. Мозолево-2) — присілок Бокситогорського району Ленінградської області Росії. Входить до складу Борського сільського поселення.
Населення — 32 особи (2012 рік). 